# Bönsdorf
Bönsdorf ist eine wüste Feldmark im Hohen Fläming. Ihre genaue Lage ist bislang nicht bekannt. In den Lehnbriefen der Brandt von Lindau erschien sie stets zwischen Kühnow (westlich von Reetz) und Hirschhorn, südwestlich von Reppinichen, beides Ortsteile der Gemeinde Wiesenburg/Mark im Landkreis Potsdam-Mittelmark in Brandenburg.

## Geschichte
Die erste urkundliche Erwähnung stammt aus dem Jahr 1487 als Besensdorff. Sie gehörte zu dieser Zeit vor 1487 der Familie Brandt von Lindau und war bereits wüst gefallen. Sie war wohl ursprünglich Tochterkirche von Reetz, demzufolge müsste es eine Dorfkirche gegeben haben. Der Zehnt fiel in den Jahren 1534 und 1575 an den Pfarrer nach Reetz. Im Jahr 1575 erschien die Schreibweise Zoemsdorff, 1592 Boensdorff. In diesem Jahr bewirtschaftete ein Vierdorfhufner aus Reetz einen Lehnacker in Bönsdorf. Ein anderer Vierdorfhufner besaß 18 ½ Morgen (Mg) Acker, ein Hufner eine Hufe und 8 Mg. Ein Fünfdorfhufner bewirtschaftete drei Hufen und fünf Mg in Bönsdorf, Kühnow, Zipsdorf und Reetz. Ein Dreidorfhufner besaß 1 ½ Hufen in Bönsdorf, Reetz und Reppinichen; ein Kossät 24 Mg auf Kühnower und Bönsdorfer Marke. Ein anderer Kossät bewirtschaftete 1 Hufe, 4 Mg und 2 ½ Viertel auf Kühnow, Bönsdorf, Zipsdorf und Mahlsdorf. Von 1755 bis 1765 waren die von Watzdorf im Besitz der Feldmark, anschließend übernahmen von 1765 bis 1846 die Trotta genannt Treyden die Fläche, die sie 1846 an die Familie Goldacker weitergaben. Sie wurde nicht wieder besiedelt und ging in der Feldmark von Reetz auf.